# Pļaviņas (stacja kolejowa)
Pļaviņas – stacja kolejowa w Pļaviņas, na Łotwie. Znajduje się na linii Ryga-Daugavpils oraz Pļaviņas-Gulbene. Została otwarta w 1861.